# Літній театр
Літній театр (англ. Sylvan theater або Зелений театр, фр. Théâtre de verdure) — це тип театру, призначений для проведення театральних і музичних вистав у літній сезон за сприятливої погоди.

## Різновиди літніх театрів

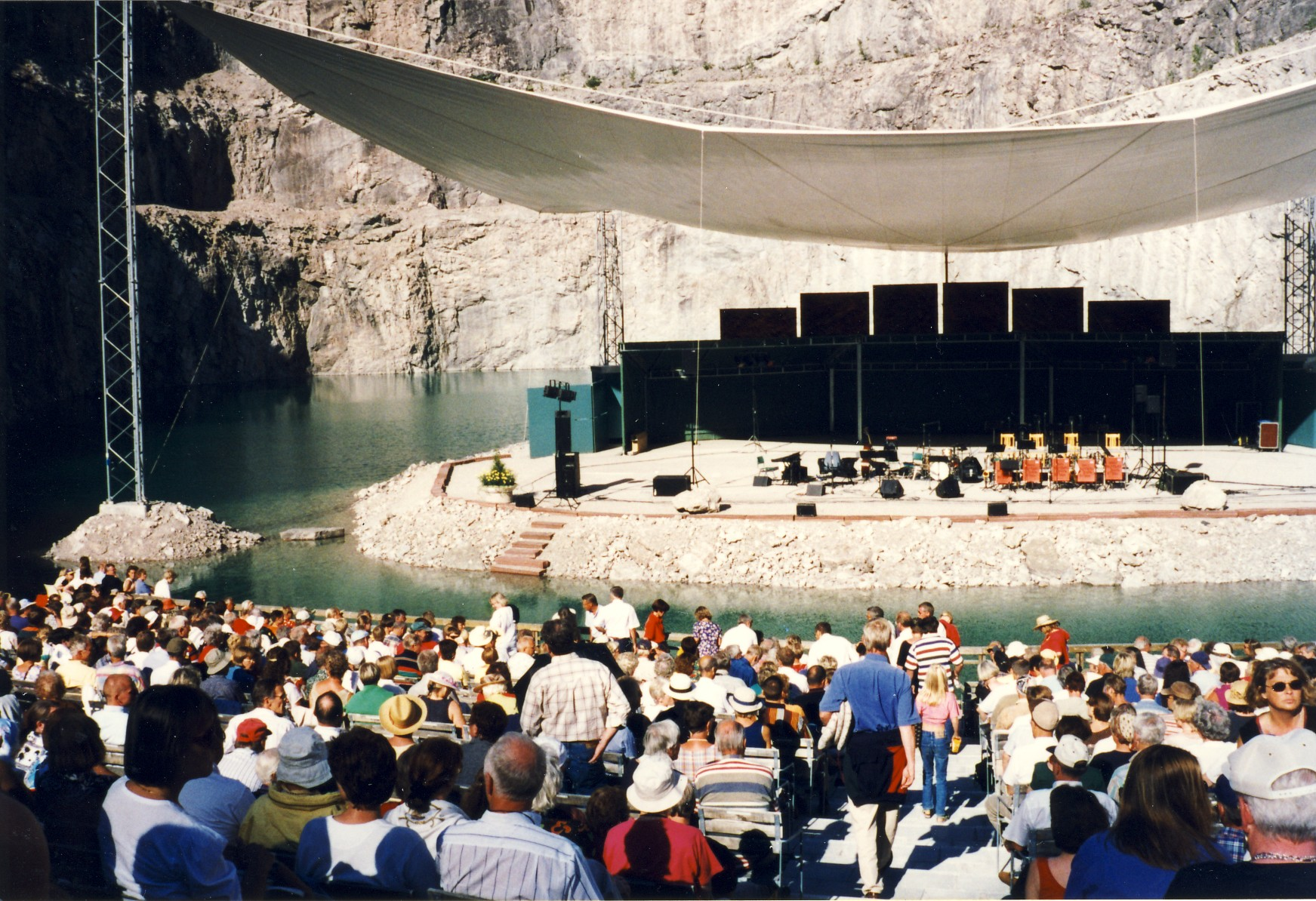
Амфітеатр Dalhalla, розташований у колишньому вапняковому кар'єрі (Швеція)

Літні театри можуть призначатись для гастрольних спектаклів, а також для спектаклів, спеціально поставлених в природному і архітектурному оточенні (ландшафтні театри). Можуть розміщуватись в парках, садах, лісистій місцевості.
Як архітектурна споруда літній театр може бути частиною паркового ансамблю, може бути прикрашений в класичному стилі (колони, статуї), може бути простим з розміщенням на зеленому газоні, а може включати в себе складні ансамблі чагарників, квітів та інших зелених насаджень.
Різновиди літнього театру: амфітеатр, співоче поле, плавуча сцена.
За рівнем відкритості літні театри поділяються на: театри просто неба, криті та закриті. У критих театрах покриття можуть бути м'якими, жорсткими, стаціонарними або такими, що трансформуються.

## Історія літніх театрів
Одним з ранніх прикладів театру просто неба є Боскет Водного театру (фр. Bosquet du Théâtre d’Eau) у знаменитих садах Версальського палацу під Парижем, споруджений для короля Людовика XIV французьким ландшафтним архітектором, майстром садово-паркового мистецтва світового рівня Андре Ленотром в 1671–1674. З театром межували 3 рівні газонів для глядачів, перед якими розміщувалась сцена, прикрашена чотирма фонтанами, що чергуються з трьома радіальними водними каскадами. Втрачений в 1774–1775 роках в результаті реконструкцій, Боскет Водного театру з 2009 року знаходиться у процесі відновлення за проектом ландшафтного архітектора Louis Benech і художника Jean-Michel Othoniel.
В 1860 в Європі почали відкриватись перші театри просто неба. Масовим явищем відкриття таких театрів стало у період з 1910 до 1930 років.

## Галерея

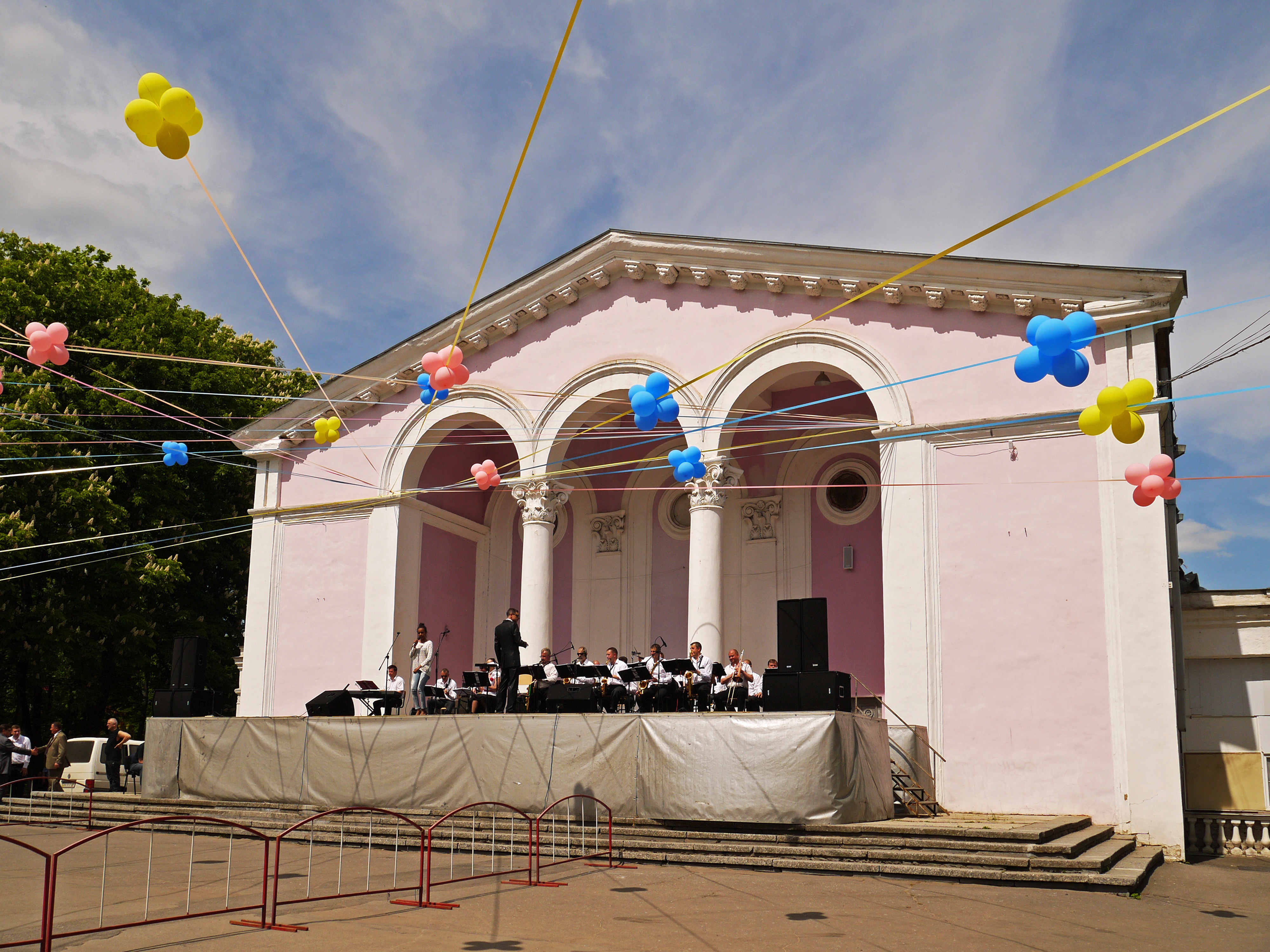
Літній театр у Вінниці
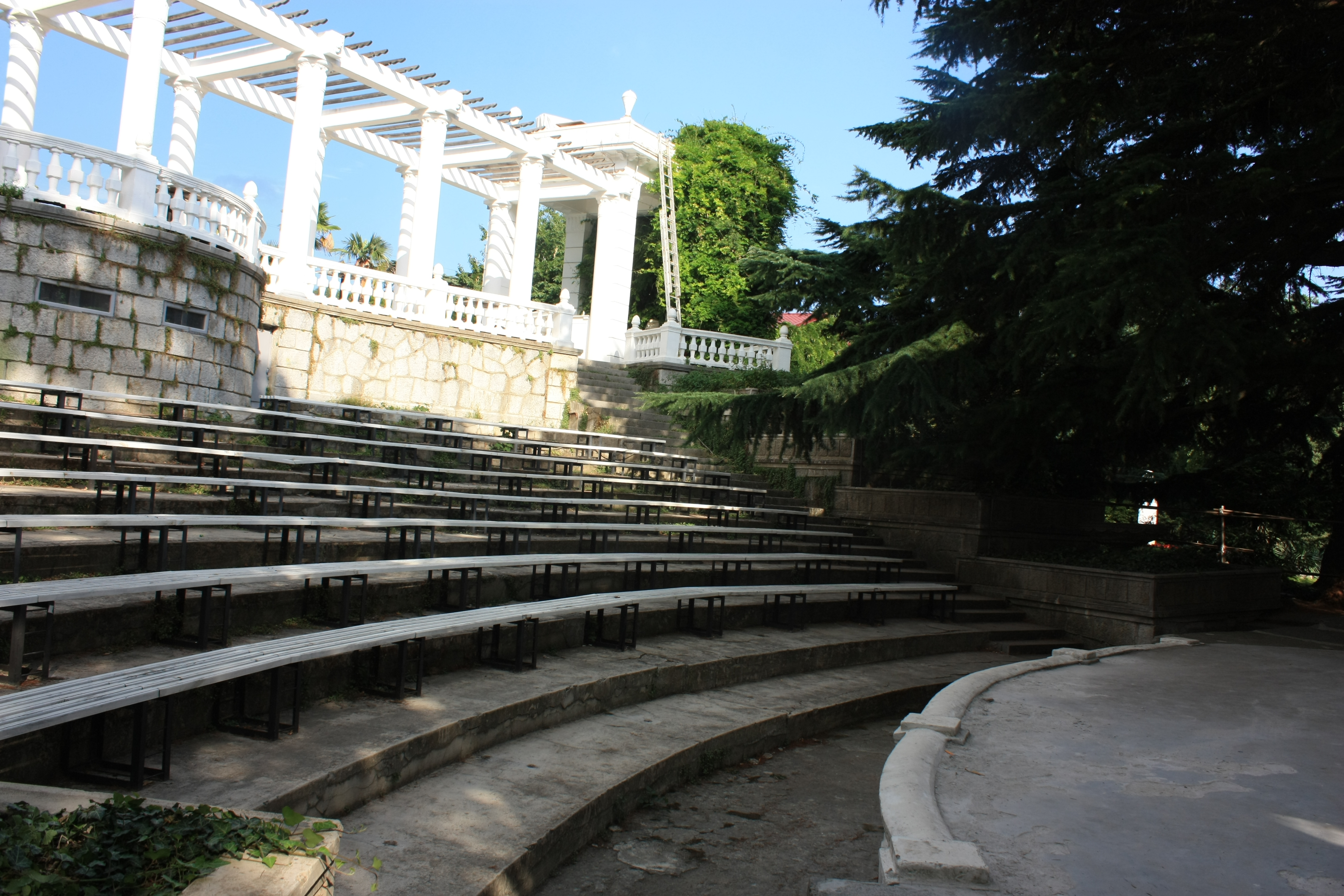
Літній театр з колонадою, 1938, Нікітський ботсад
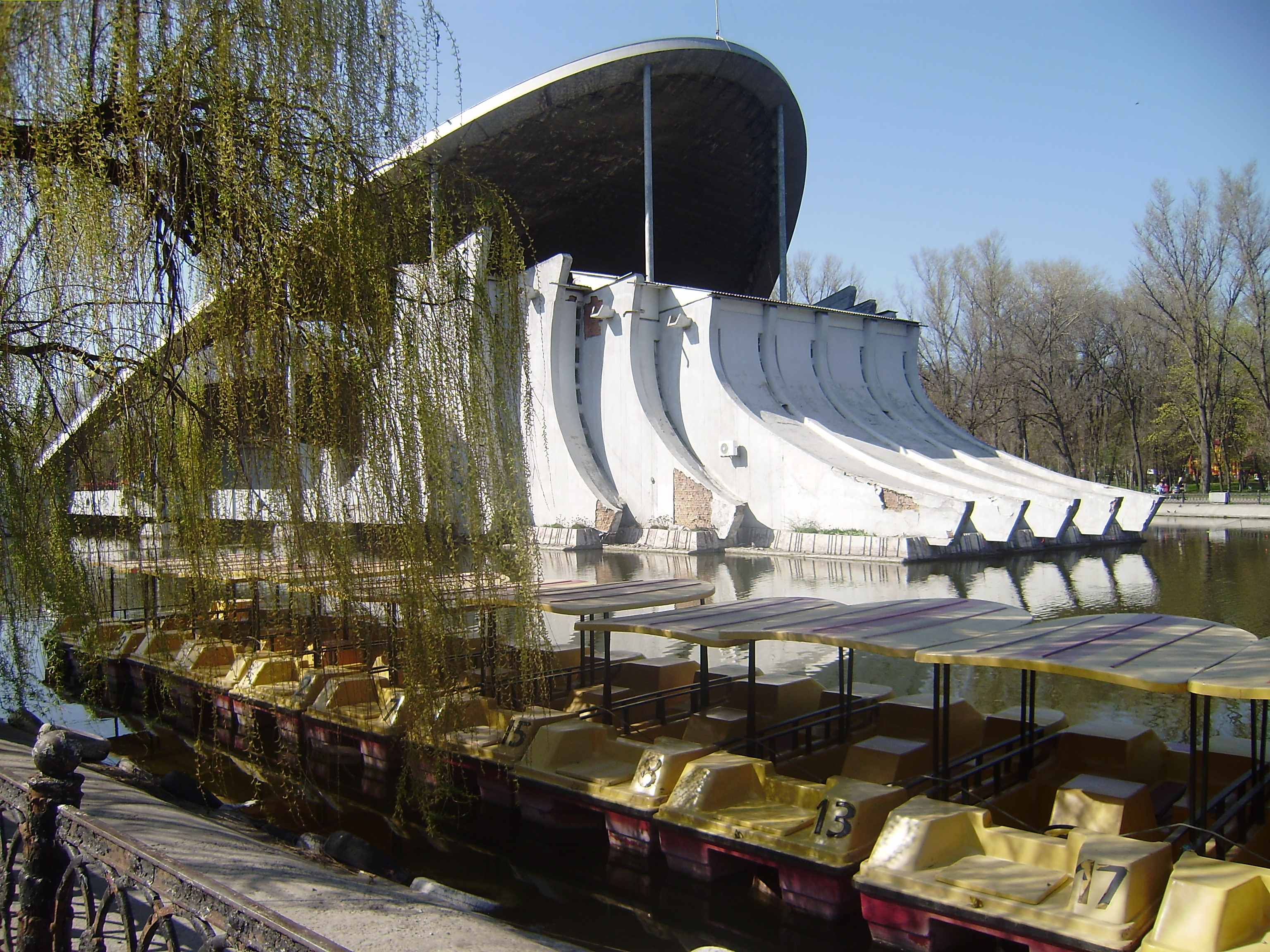
Літній театр в Дніпропетровську
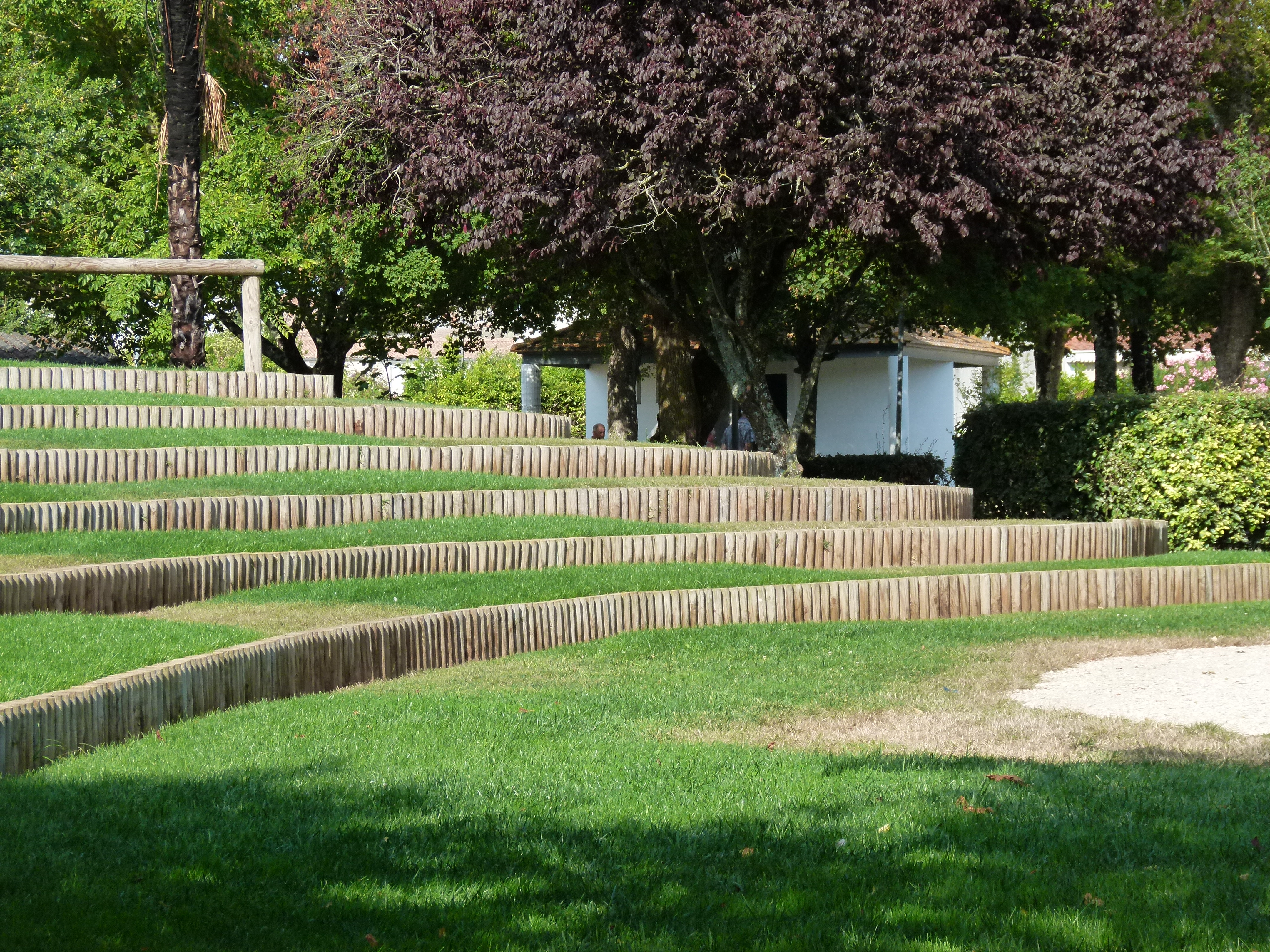
Зелений театр в Маренн (Франція)
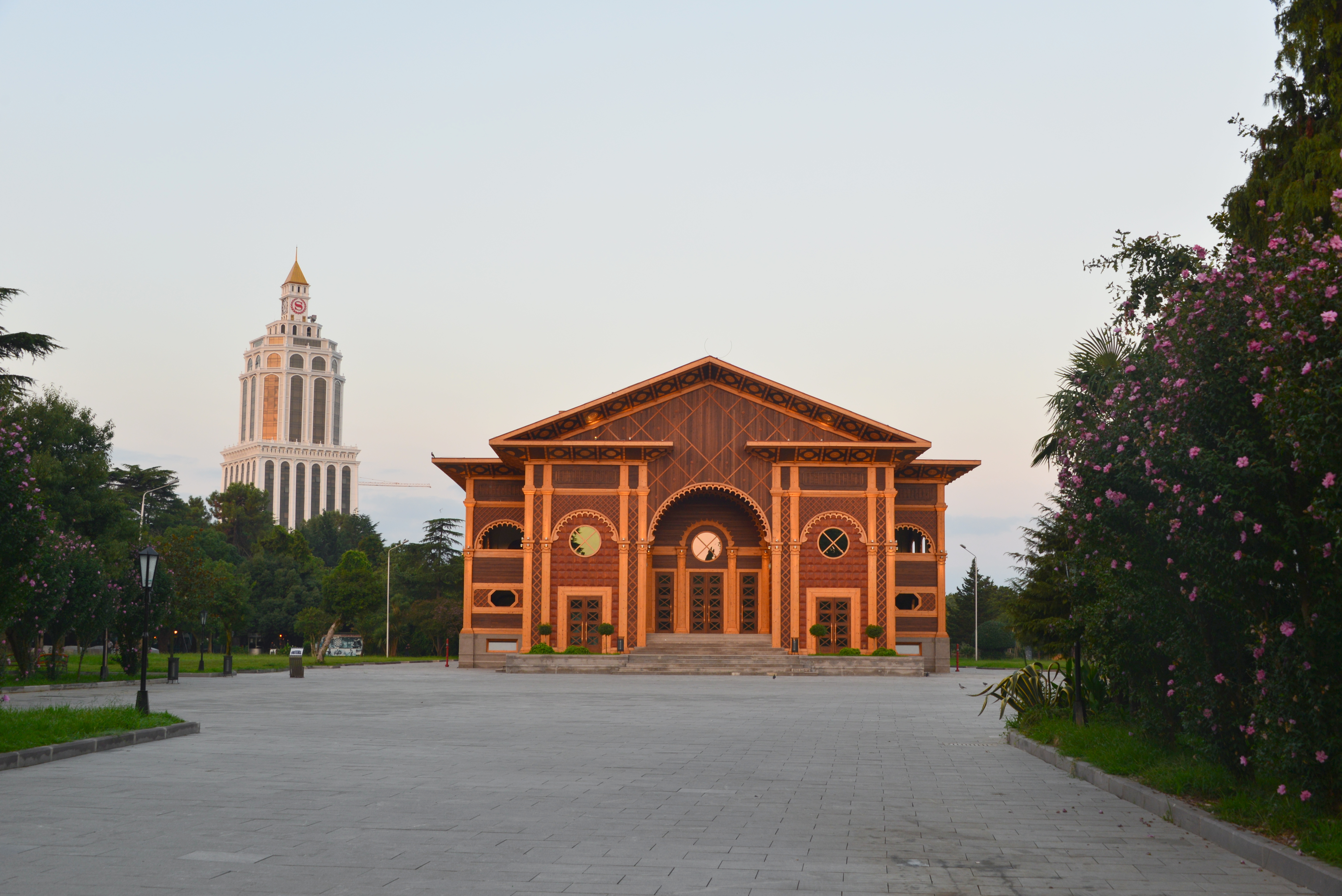
Літній театр у Батумі (Грузія)